# Giancarlo Bellini

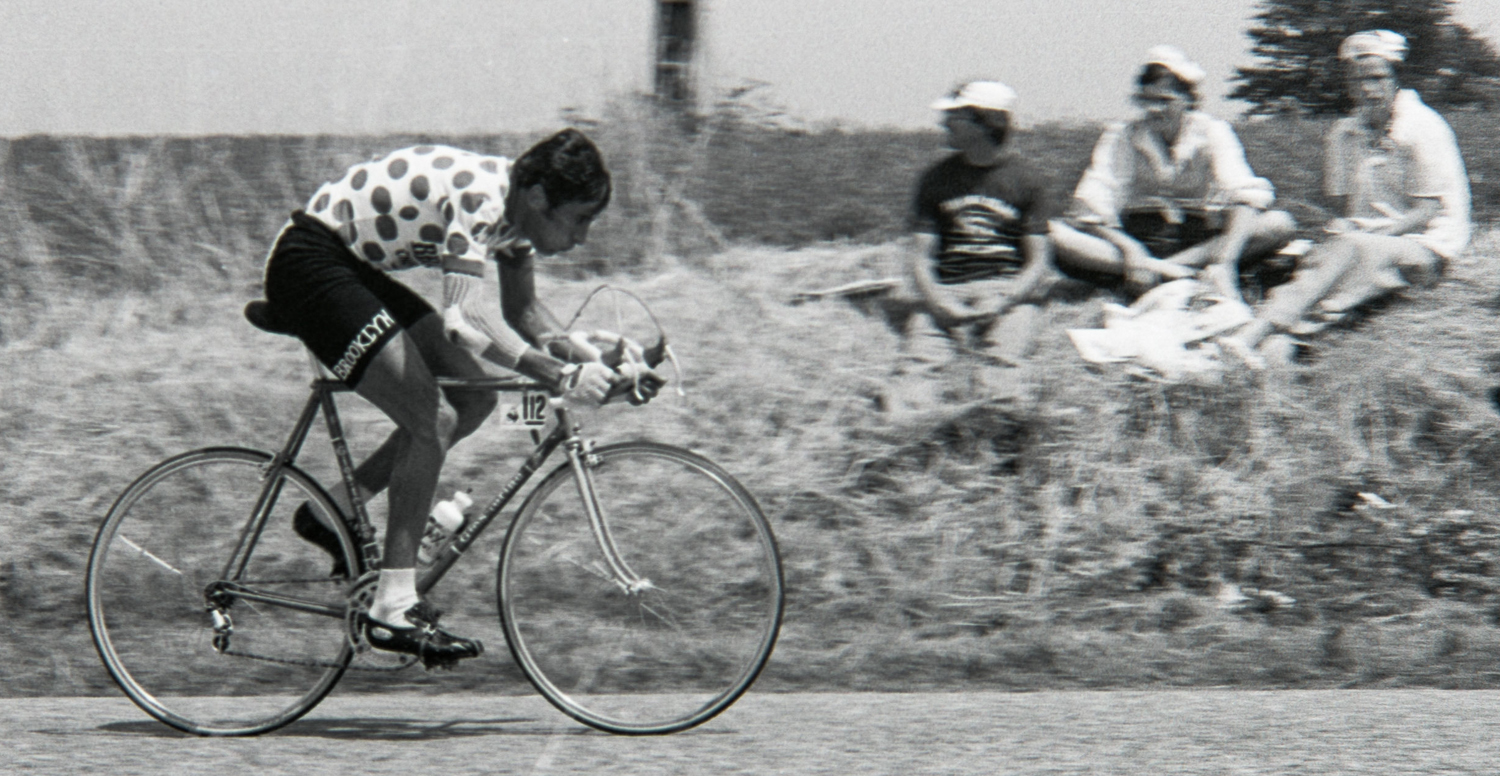
Giancarlo Bellini in de bolletjestrui

Giancarlo Bellini (Crosa, 15 september 1945) is een voormalig Italiaans wielrenner, beroeps van 1971 tot 1978. Hij won in 1976 het bergklassement in de Ronde van Frankrijk bij de Brooklyn-ploeg. 

## Levensloop en carrière
Bellini werd prof in 1971. In 1970 won hij de Baby Giro. Hij won etappes in de Ronde van Zwitserland, Ronde van Romandië en Ronde van Italië. Hij won de bolletjestrui in de Ronde van Frankrijk 1976 met 170 punten, één punt meer dan de uiteindelijke winnaar van die Tour de France, Lucien Van Impe.

## Resultaten in voornaamste wedstrijden
| Jaar | Ronde van Italië | Ronde van Frankrijk | Ronde van Spanje |
| ---- | ---------------- | ------------------- | ---------------- |
| 1973 |                  |                     |                  |
| 1974 | 47e              | 26e                 |                  |
| 1975 |                  |                     |                  |
| 1976 |                  | 26e                 |                  |
| 1977 |                  |                     |                  |
| 1978 | 12e (1)          |                     |                  |

| Jaar | Milaan-San Remo | Luik-Bast.‑Luik |
| ---- | --------------- | --------------- |
| 1973 | 95e             |                 |
| 1974 | 117e            |                 |
| 1975 |                 | 23e             |
| 1976 | 137e            |                 |
| 1977 | 125e            |                 |
| 1978 |                 |                 |